# Aleka (Vorname)
Aleka ist ein weiblicher Vorname.

## Herkunft und Bedeutung
Für den Namen Aleka existieren zwei verschiedene Herleitungen.
Einerseits handelt es sich bei Αλέκα Aléka und einen griechischen Diminutiv von Alexandra.
Andererseits handelt es sich bei Aleka um eine niederdeutsche Koseform verschiedener Namen, die mit dem althochdeutschen Element adal „edel“, „vornehm“ beginnen, insbesondere von Adelheid.
Der grönländische Name Aleĸa „ältere Schwester (eines Jungen)“ ist nicht mit Aleka verwandt.

## Verbreitung
Der Name Aleka ist überwiegend in Griechenland verbreitet.

## Varianten
Niederdeutsche Varianten lauten Aleke und Alike, Kurzformen sind Alke und Alka.
Für Varianten des griechischen Namens: siehe Alexandra#Varianten

## Namensträgerinnen
- Aleka Papariga (* 1945), griechische Politikerin